# Pericallia luteotincta
Pericallia luteotincta är en fjärilsart som beskrevs av O. Schultz 1905. Pericallia luteotincta ingår i släktet Pericallia och familjen björnspinnare. Inga underarter finns listade i Catalogue of Life.